# پریا گل
پریا گِل (انگلیسی: Priya Gill؛ زادهٔ ۹ دسامبر ۱۹۷۷) یک هنرپیشه اهل هند است.
از فیلم‌ها یا برنامه‌های تلویزیونی که وی در آن نقش داشته‌است می‌توان به فقط تو، دریا دل و رؤیاهای من و تو اشاره کرد.